# Kultura złocka

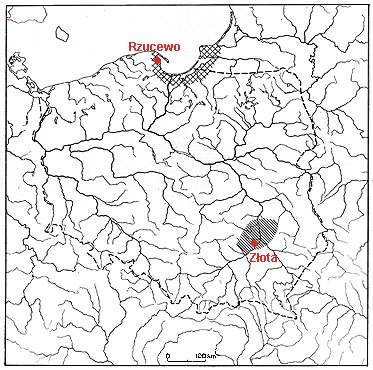
Udokumentowany zasięg kultury złockiej (linie skośne) i rzucewskiej (kratka)

Kultura złocka – lokalna kultura neolityczna datowana na przełom IV/III tysiąclecia p.n.e. o synkretycznym charakterze, na który składały się wpływy kultury ceramiki sznurowej, kultury amfor kulistych i kultury badeńskiej . Obszar oddziaływania tej kultury rozciągał się na Wyżynie Sandomierskiej . Nazwa kultury pochodzi od wsi Złota, gdzie znalezione zostały jej ślady .
Typową cechą tej kultury jest obecność falistych ornamentów na misach uzyskanych z odciskania sznura na glinie. Unikatowy jest też sposób wykonywania grobów niszowych .